# The Ultimate Fighter: Redemption
The Ultimate Fighter: Redemption é um reality show produzido pelo Ultimate Fighting Championship (UFC), da série The Ultimate Fighter.
A série foi anunciada oficialmente pelo UFC em 15 de janeiro de 2017, durante a transmissão do UFC Fight Night: Rodríguez vs. Penn. O atual Campeão Peso Galo do UFC, Cody Garbrandt, é um dos treinadores, e o outro é o ex-campeão T.J. Dillashaw. Ambos são ex-parceiros de treinamento. Na vigésima quinta temporada da série americana, os produtores optaram por trazer de volta os participantes anteriores das temporadas anteriores.
Por anúncio do UFC, o elenco é composto de pesos-meio-médios que competiram nas temporadas anteriores do The Ultimate Fighter; isso inclui participantes anteriores e vencedores do show, bem como um lutador atual do UFC. O elenco foi anunciado em 15 de fevereiro, incluindo o ex-desafiante ao Cinturão Peso-Leve do UFC e vencedor do The Ultimate Fighter 2 no peso-meio-médio, Joe Stevenson, o vencedor do The Ultimate Fighter: Team Edgar vs. Team Penn no peso-médio, Eddie Gordon, bem como o atual lutador do UFC, James Krause.
Esta temporada estreou em 19 de abril de 2017, na Fox Sports 1.

## Elenco

### Equipes
| Equipe Garbrandt: - Cody Garbrandt, Treinador Principal - Urijah Faber - Danny Castillo - Justin Buchholz - Fábio Prado - Robert Meese - Eddie Barraco | Equipe Dillashaw: - T.J. Dillashaw, Treinador Principal - Duane Ludwig - Eliot Marshall - Leister Bowling - Matt Brown |

### Lutadores
- Equipe Garbrandt
  - Seth Baczynski (TUF 11), Mehdi Baghdad (TUF 22), Eddie Gordon (TUF 19), Hayder Hassan (TUF 21), Julian Lane (TUF 16), Justin Edwards (TUF 13) e Johnny Nunez* (TUF 22)
- Equipe Dillashaw
  - James Krause (TUF 15), Jesse Taylor (TUF 7), Ramsey Nijem (TUF 13), Dhiego Lima (TUF 19), Joe Stevenson (TUF 2), Tom Gallicchio (TUF 22) e Gilbert Smith (TUF 17).

*Nunez substituiu Hector Urbina (TUF 19), depois que Urbina não conseguiu atingir o peso necessário.

## Chave do Torneio
|  | Elimination Round | Elimination Round |                |     | Quartas de final | Quartas de final |  |  | Semifinais | Semifinais |  |  | Final | Final |
|  |                   |                   |                |     |                  |                  |  |  |            |            |  |  |       |       |
|  |                   |                   |                |     |                  |                  |  |  |            |            |  |  |       |       |
|  |                   |                   |                |     |                  |                  |  |  |            |            |  |  |       |       |
|  | Seth Baczynski    | 2                 |                |     |                  |                  |  |  |            |            |  |  |       |       |
|  | Seth Baczynski    | 2                 |                |     |                  |                  |  |  |            |            |  |  |       |       |
|  | Gilbert Smith     | DU                |                |     |                  |                  |  |  |            |            |  |  |       |       |
|  | Gilbert Smith     | DU                | Gilbert Smith  | 3   |                  |                  |  |  |            |            |  |  |       |       |
|  |                   |                   | Gilbert Smith  | 3   |                  |                  |  |  |            |            |  |  |       |       |
|  |                   | Dhiego Lima       | DU             |     |                  |                  |  |  |            |            |  |  |       |       |
|  | Hayder Hassan     | Dhiego Lima       | DU             | 2   |                  |                  |  |  |            |            |  |  |       |       |
|  | Hayder Hassan     |                   |                | 2   |                  |                  |  |  |            |            |  |  |       |       |
|  | Dhiego Lima       | DU                |                |     |                  |                  |  |  |            |            |  |  |       |       |
|  | Dhiego Lima       | DU                | Dhiego Lima    | DU  |                  |                  |  |  |            |            |  |  |       |       |
|  |                   |                   | Dhiego Lima    | DU  |                  |                  |  |  |            |            |  |  |       |       |
|  |                   | Tom Gallicchio    | 3              |     |                  |                  |  |  |            |            |  |  |       |       |
|  | Eddie Gordon      | Tom Gallicchio    | 3              | 1   |                  |                  |  |  |            |            |  |  |       |       |
|  | Eddie Gordon      |                   |                | 1   |                  |                  |  |  |            |            |  |  |       |       |
|  | Tom Gallicchio    | FIN               |                |     |                  |                  |  |  |            |            |  |  |       |       |
|  | Tom Gallicchio    | FIN               | Tom Gallicchio | FIN |                  |                  |  |  |            |            |  |  |       |       |
|  |                   |                   | Tom Gallicchio | FIN |                  |                  |  |  |            |            |  |  |       |       |
|  |                   | Justin Edwards    | 1              |     |                  |                  |  |  |            |            |  |  |       |       |
|  | Justin Edwards    | Justin Edwards    | 1              | DU  |                  |                  |  |  |            |            |  |  |       |       |
|  | Justin Edwards    |                   |                | DU  |                  |                  |  |  |            |            |  |  |       |       |
|  | Joe Stevenson     | 2                 |                |     |                  |                  |  |  |            |            |  |  |       |       |
|  | Joe Stevenson     | 2                 | Dhiego Lima    | 2   |                  |                  |  |  |            |            |  |  |       |       |
|  |                   |                   | Dhiego Lima    | 2   |                  |                  |  |  |            |            |  |  |       |       |
|  |                   | Jesse Taylor      | FIN            |     |                  |                  |  |  |            |            |  |  |       |       |
|  | James Krause      | Jesse Taylor      | FIN            | FIN |                  |                  |  |  |            |            |  |  |       |       |
|  | James Krause      |                   |                | FIN |                  |                  |  |  |            |            |  |  |       |       |
|  | Johnny Nunez      | 1                 |                |     |                  |                  |  |  |            |            |  |  |       |       |
|  | Johnny Nunez      | 1                 | James Krause   | DU  |                  |                  |  |  |            |            |  |  |       |       |
|  |                   |                   | James Krause   | DU  |                  |                  |  |  |            |            |  |  |       |       |
|  |                   | Ramsey Nijem      | 3              |     |                  |                  |  |  |            |            |  |  |       |       |
|  | Ramsey Nijem      | Ramsey Nijem      | 3              | TKO |                  |                  |  |  |            |            |  |  |       |       |
|  | Ramsey Nijem      |                   |                | TKO |                  |                  |  |  |            |            |  |  |       |       |
|  | Julian Lane       | 1                 |                |     |                  |                  |  |  |            |            |  |  |       |       |
|  | Julian Lane       | 1                 | James Krause   | 3   |                  |                  |  |  |            |            |  |  |       |       |
|  |                   |                   | James Krause   | 3   |                  |                  |  |  |            |            |  |  |       |       |
|  |                   | Jesse Taylor      | FIN            |     |                  |                  |  |  |            |            |  |  |       |       |
|  | Jesse Taylor      | Jesse Taylor      | FIN            | DU  |                  |                  |  |  |            |            |  |  |       |       |
|  | Jesse Taylor      |                   |                | DU  |                  |                  |  |  |            |            |  |  |       |       |
|  | Mehdi Baghdad     | 2                 |                |     |                  |                  |  |  |            |            |  |  |       |       |
|  | Mehdi Baghdad     | 2                 | Jesse Taylor   | FIN |                  |                  |  |  |            |            |  |  |       |       |
|  |                   |                   | Jesse Taylor   | FIN |                  |                  |  |  |            |            |  |  |       |       |
|  |                   | Hayder Hassan     | 1              |     |                  |                  |  |  |            |            |  |  |       |       |
|  | Joe Stevenson     | Hayder Hassan     | 1              | 1   |                  |                  |  |  |            |            |  |  |       |       |
|  | Joe Stevenson     |                   |                | 1   |                  |                  |  |  |            |            |  |  |       |       |
|  | Hayder Hassan     | KO                |                |     |                  |                  |  |  |            |            |  |  |       |       |
|  | Hayder Hassan     | KO                |                |     |                  |                  |  |  |            |            |  |  |       |       |

|       |  | Team Garbrandt      |
|       |  | Team Dillashaw      |
| DU    |  | Decisão Unânime     |
| DM    |  | Decisão Majoritária |
| DD    |  | Decisão Dividida    |
| FIN   |  | Finalização         |
| (T)KO |  | Nocaute (Técnico)   |

## Finale
The Ultimate Fighter: Redemption Finale (também conhecido como The Ultimate Fighter 25 Finale) foi um evento de artes marciais mistas promovido pelo Ultimate Fighting Championship, realizado no dia 7 de julho de 2017, na T-Mobile Arena, em Paradise, Nevada, parte da Região Metropolitana de Las Vegas.

## Background
O evento será encabeçado por uma luta no peso-leve, entre Michael Johnson e o ex-Campeão Peso Leve do WSOF, Justin Gaethje.
A final do The Ultimate Fighter: Redemption, no peso-meio-médio, ocorrerá neste evento.
A estreante na promoção Amanda Ribas enfrentaria Juliana Lima neste evento, mas Ribas foi notificada pela USADA por uma possível violação no antidoping, e foi retirada da luta. A possível violação decorreu de uma amostra recolhida em 7 de junho. Ela foi substituída por Tecia Torres.
Steve Bossé enfrentaria Jared Cannonier no evento. Porém, Bossé foi removido da luta apenas alguns dias antes do evento, e foi substituído pelo recém-chegado na organização, Nick Roehrick.
Aspen Ladd enfrentaria Jessica Eye no evento, mas no dia da luta, ela foi puxada devido a estar doente e a luta foi cancelada.

## Card Oficial
Nota 1 Final do The Ultimate Fighter 25.

## Bônus da Noite
Os lutadores receberam $50.000 de bônus
- Luta da Noite:  Justin Gaethje vs.   Michael Johnson
- Performance da Noite:  Justin Gaethje e  Tecia Torres